# New Basket Ceglie 2003-2004
La New Basket Ceglie 2003-2004 sponsorizzata Prefabbricati Pugliesi prende parte al campionato italiano di Serie B/2, girone D a 15 squadre (per la rinuncia a stagione in corso della Pol.Trani). Chiude la stagione regolare al dodicesimo posto con 12V e 16P, 2110 punti fatti e 2151 punti subiti, ottiene la salvezza sconfiggendo nei playout il CUS Bari (73-67/77-65).

## Storia
La squadra viene affidata a Coach Gianfranco Patera. Lasciano la compagine brindisina Massimo La Torre per il Gragnano Basket, Andrea Madio alla Pallacanestro Ribera, Fabio Liberatori al Silvi Marina e i brindisini Giovanni Parisi all'Assi Basket Ostuni, Eduardo Passante alla Cestistica San Severo mentre Giancarlo Giarletti si ritira dall'attività agonistica. Vengono ingaggiati dalla Pallacanestro Trapani l'ala tiratrice brasiliana con passaporto italiano Paulinho Motta insieme ad un'altra ala italo-brasiliana Milton Nucci, il play Michele Colella dal CUS Bari Pallacanestro, la guardia Marco Verrigni dalla Pompea Atri e l'ala-pivot Matteo Nobile dal Colle Val D'Elsa. A stagione in corso si rafforza il roster con il play Andrea Casasola proveniente dalla Malpighi Castenaso, avvicendamento anche in panchina al posto di Gianfranco Patera, il milanese Massimo Bianchi proveniente dalla Viola Reggio Calabria. Miglior marcatore della stagione è Paulinho Motta con 644 punti in 30 p., seguito da Matteo Nobile con 438 punti in 25 p. e Marco Verrigni con 306 punti in 19 p.

## Roster
| Prefabbricati Pugliesi 2003/2004 | Prefabbricati Pugliesi 2003/2004 |
| Giocatori                        | Staff tecnico                    |
| -------------------------------- | -------------------------------- |

| N. | Naz.               | Ruolo | Nome                              | Anno | Alt.   | Peso |  |
| -- | ------------------ | ----- | --------------------------------- | ---- | ------ | ---- |  |
| 4  | Brasile (bandiera) | A     | Paulinho Motta                    | 1973 | 196 cm |      |  |
| 5  | Italia (bandiera)  | P     | Daniele Santoro                   | 1984 | 175 cm |      |  |
| 6  | Italia (bandiera)  | GA    | Luigi Minghetti                   | 1969 | 190 cm |      |  |
| 7  | Italia (bandiera)  | AC    | Vincenzo Signore                  | 1985 | 201 cm |      |  |
| 8  | Italia (bandiera)  | C     | Maurizio Mazzarella               | 1973 | 203 cm |      |  |
| 9  | Italia (bandiera)  | P     | Davide Ungaro                     | 1985 | 183 cm |      |  |
| 11 | Italia (bandiera)  | C     | Leonardo Di Mola                  | 1984 | 202 cm |      |  |
| 12 | Italia (bandiera)  | AC    | Matteo Nobile (dal 27/9/03)       | 1973 | 207 cm |      |  |
| 13 | Brasile (bandiera) | AC    | Milton Nucci                      | 1975 | 200 cm |      |  |
| 14 | Italia (bandiera)  | G     | Ivan Todisco                      | 1983 | 185 cm |      |  |
| 15 | Italia (bandiera)  | P     | Michele Colella                   | 1979 | 183 cm |      |  |
| 20 | Italia (bandiera)  | P     | Andrea Casasola (dal 27/12/03)    | 1978 | 188 cm |      |  |
|    | Italia (bandiera)  | G     | Marco Verrigni (fino al 10/02/04) | 1970 | 191 cm |      |  |
|    | Italia (bandiera)  | A     | Antonio Cristofaro                | 1970 | 196 cm |      |  |

| Allenatore                                           |
| - Gianfranco Patera - Massimo Bianchi (dal 03/02/04) |
| Assistente/i                                         |
| - Gigi Santini Legenda - (C) Capitano                |

## Stagione
|  |     | Classifica finale 2003-2004     | Pt | G  | V  | P  | PtF  | PtS  |
|  | --- | ------------------------------- | -- | -- | -- | -- | ---- | ---- |
|  | 1.  | BPM Matera                      | 36 | 28 | 18 | 10 | 2419 | 2362 |
|  | 2.  | Virtus Basket Aprilia           | 34 | 28 | 17 | 11 | 2108 | 2020 |
|  | 3.  | Levoni Potenza                  | 32 | 28 | 16 | 12 | 2156 | 2047 |
|  | 4.  | Gragnano Basket                 | 32 | 28 | 16 | 12 | 2061 | 2011 |
|  | 5.  | Ares Ribera                     | 32 | 28 | 16 | 12 | 2204 | 2060 |
|  | 6.  | Pallacanestro Salerno           | 30 | 28 | 15 | 13 | 2274 | 2245 |
|  | 7.  | Artus Basket Maddaloni          | 30 | 28 | 15 | 13 | 2252 | 2230 |
|  | 8.  | Hoyama Catania                  | 30 | 28 | 15 | 13 | 2213 | 2167 |
|  | 9.  | STS Basket Sezze                | 30 | 28 | 15 | 13 | 2157 | 2159 |
|  | 10. | Valente Automobili Ruvo         | 26 | 28 | 13 | 15 | 2229 | 2208 |
|  | 11. | CUS Bari Pallacanestro          | 24 | 28 | 12 | 16 | 2066 | 2251 |
|  | 12. | Prefabbricati Pugliesi Brindisi | 24 | 28 | 12 | 16 | 2110 | 2151 |
|  | 13. | Cestistica San Severo           | 24 | 28 | 12 | 16 | 2116 | 2201 |
|  | 14. | Pallacanestro Catanzaro         | 20 | 28 | 10 | 18 | 1983 | 2039 |
|  | 15. | AS Napoli Basket                | 16 | 28 | 8  | 20 | 2165 | 2362 |

## Risultati

### Stagione Regolare
| Arbitri: | Buttinelli (Latina) Gagliardi (Latina) |

|                                      |       |                                   |
| Moccia 18, Attianese 17, La Torre 13 | Punti | Verrigni 18, Motta 16, Colella 10 |

| Arbitri: | Di Tommaso (Corato) Paglialunga (Massafra) |

|                                   |       |                                         |
| Verrigni 29, Motta 17, Colella 16 | Punti | Bianchini 16, Passarelli 16, Cattani 12 |

| Arbitri: | Crescenzo (Salerno) Petraccaro (Salerno) |

|                              |       |                                  |
| Labate 25, Rato 23, Mauti 18 | Punti | Nobile 24, Verrigni 18, Motta 10 |

| Arbitri: | Leporale (Taranto) Soleti (Martina Franca) |

|                                  |       |                                  |
| Motta 28, Verrigni 28, Nobile 20 | Punti | Dubbio 24, Guida 15, Vitiello 13 |

| Arbitri: | Ragagnati (Napoli) Musmarra (Napoli) |

|                                  |       |                                  |
| Bosco 22, Zanier 12, Sperduto 12 | Punti | Verrigni 32, Motta 31, Colella 9 |

| Arbitri: | Marino (Civitavecchia) Borgioni (Roma) |

|                                 |       |                                         |
| Motta 22, Verrigni 20, Nucci 12 | Punti | Frascolla 24, Iaselli 16, Piscitelli 12 |

| Trani 2 novembre 2003 7ª giornata | Pol. Tommaso Assi Trani | 85 – 75 (partita annullata per ritiro del Trani) | N.B. Brindisi |  |

| Arbitri: | Censini (Milano) Scudiero (Milano) |

|                                    |       |                              |
| Nobile 21, Colella 19, Verrigni 16 | Punti | Fanti 22, Pinto 20, Bucci 13 |

| Arbitri: | Di Giambattista (Pescara) Scarselletta (Anagni) |

|                                       |       |                                  |
| Pate 20, Cucinelli 19, Delli Carri 14 | Punti | Motta 22, Verrigni 21, Nobile 17 |

| Arbitri: | Pratillo (Caserta) Beneduce (Caserta) |

|                                      |       |                                    |
| Motta 18, Cristofaro 15, Verrigni 12 | Punti | Sereni 16, Trentini 12, Gentile 11 |

| Arbitri: | Manna (Napoli) Cilento (Napoli) |

|                                      |       |                               |
| Motta 20, Cristofaro 17, Verrigni 16 | Punti | Onetto 24, Sacco 19, Nesti 15 |

| Arbitri: | Bramante (Verona) Del Negro (Verona) |

|                                         |       |                                |
| Martina 14, Traversa 11, Leoncavallo 11 | Punti | Motta 16, Nucci 14, Colella 11 |

| Arbitri: | Cannoletta (Caserta) Crescenzo (Palermo) |

|                                 |       |                                       |
| Nobile 21, Verrigni 15, Nucci 9 | Punti | Basanisi 18, Alfonso 15, Giuffrida 10 |

| Arbitri: | De Luca (Varese) Isimbaldi (Milano) |

|                                     |       |                       |
| Antonucci 19, Cardillo 14, Siano 14 | Punti | Verrigni 28, Motta 20 |

| Arbitri: | Parisi (Roma) Gadda (Roma) |

|                                  |       |                                |
| Nobile 21, Motta 17, Verrigni 12 | Punti | Vito 20, Giordano 17, Madio 15 |

| Arbitri: | Chilà (Reggio Calabria) Cagliostro (Reggio Calabria) |

|                                |       |                                  |
| Motta 15, Nucci 15, Colella 13 | Punti | Romeo 20, Marino 12, La Torre 11 |

| Arbitri: | Sannicandro (Moncalieri) Quarta (Grugliasco) |

|                                |       |                               |
| Maggio 29, Cattani 12, Maran 9 | Punti | Motta 30, Nobile 18, Nucci 14 |

| Arbitri: | Gagliardi (Anagni) Di Giambattista (Pescara) |

|                                |       |                                 |
| Motta 32, Nucci 12, Verrigni 8 | Punti | Labate 24, Rato 15, Montuori 11 |

| Arbitri: | Milletti (Cagliari) Manchia (Sassari) |

|                                      |       |                                  |
| Guida 25, Esposito A. 18, Di Tota 16 | Punti | Motta 22, Nobile 18, Casasola 14 |

| Arbitri: | Di Francesco (Teramo) Bernardi (Termoli) |

|                     |       |                                      |
| Motta 32, Nobile 21 | Punti | Vettorelli 23, Bruni 22, Sperduto 17 |

| Arbitri: | De Luca (Varese) Lucà (Catania) |

|                                         |       |                                   |
| Frascolla 27, Iaselli 15, Piscitelli 10 | Punti | Motta 32, Nobile 18, Minghetti 13 |

| Arbitri: | Bagli (Enna) Scrima (Catanzaro) |

|                                |       |                                   |
| Pintor 26, Rhodes 19, Fanti 17 | Punti | Motta 28, Minghetti 21, Nobile 13 |

| Arbitri: | Borrelli (Napoli) Pratillo (Caserta) |

|                                 |       |                                   |
| Motta 28, Nobile 20, Colella 11 | Punti | Serazzi 20, Cucinelli 19, Pate 13 |

| Arbitri: | Gaudino (Nocera) Crescenzo (Salerno) |

|                                  |       |                                    |
| Gentile 18, Gallo 17, Vasquez 12 | Punti | Motta 23, Nobile 22, Mazzarella 10 |

| Arbitri: | Buttinelli (Roma) Bramante (Verona) |

|                                 |       |                                     |
| Sacco 19, Nesti 13, Passante 13 | Punti | Nobile 27, Minghetti 18, Colella 11 |

| Arbitri: | Baldini (Firenze) Cresci (Empoli) |

|                                   |       |                                       |
| Motta 32, Nobile 18, Minghetti 14 | Punti | De Feo 13, Martina 13, Scoccimarro 12 |

| Arbitri: | Gasparri (Pesaro) Venturini (Pesaro) |

|                                          |       |                                   |
| Castellitto 31, Giuffrida 30, Basanisi 9 | Punti | Nobile 31, Motta 20, Minghetti 12 |

| Arbitri: | Bartoli (Trieste) De Gobbis (Trieste) |

|                      |       |                                       |
| Motta 21, Nobile 14, | Punti | Antonucci 12, Poeta 9, Della Libera 9 |

| Arbitri: | Scrima (Catanzaro) Baccilieri (Reggio Calabria) |

|                                  |       |                                |
| Giordano 24, Perazzo 15, Vito 12 | Punti | Nobile 23, Motta 17, Signore 8 |

### Playout
| Arbitri: | Isimbaldi (Milano) Del Felice (Monza) |

|                                      |       |                                   |
| Martina 23, De Feo 18, Chiumarulo 10 | Punti | Motta 23, Nobile 14, Minghetti 11 |

| Arbitri: | Gagliardi (Anagni) Marino (Civitavecchia) |

|                                  |       |                                         |
| Motta 24, Nobile 23, Minghetti 8 | Punti | Martina 15, Leoncavallo 11, De Feo A. 9 |

## Statistiche

### Statistiche di squadra
| Competizione               | Punti | In casa | In casa | In casa | In casa | In casa | In trasferta | In trasferta | In trasferta | In trasferta | In trasferta | Totale | Totale | Totale | Totale | Totale | Totale |
| Competizione               | Punti | G       | V       | P       | Ptf     | Pts     | G            | V            | P            | Ptf          | Pts          | G      | V      | P      | Ptf    | Pts    | Diff.  |
| -------------------------- | ----- | ------- | ------- | ------- | ------- | ------- | ------------ | ------------ | ------------ | ------------ | ------------ | ------ | ------ | ------ | ------ | ------ | ------ |
| Serie B2 Stagione regolare | 24    | 14      | 11      | 3       | 1049    | 994     | 14           | 1            | 13           | 1061         | 1157         | 28     | 12     | 16     | 2110   | 2151   | -41    |
| Serie B2 Playout           | 4     | 1       | 1       | 0       | 77      | 65      | 1            | 1            | 0            | 73           | 66           | 2      | 2      | 0      | 150    | 131    | +19    |
| Totale                     | 28    | 15      | 12      | 3       | 1126    | 1059    | 15           | 2            | 13           | 1134         | 1223         | 30     | 14     | 16     | 2260   | 2282   | -22    |

## Fonti
Il Quotidiano di Puglia edizione 2003-04
La Gazzetta del Mezzogiorno edizione 2003-04
Guida ai campionati di basket LNP 2004